# Sanjurjo (Río)
Sanjurjo (llamada oficialmente Santa María da O de San Xurxo) es una parroquia del municipio español de Río, en la provincia de Orense, Galicia.

## Toponimia
La parroquia también es conocida por los nombres de Santa María da O de Sanxurxo y Santa María de la O de San Xurxo.

## Organización territorial
La parroquia está formada por cuatro entidades de población:

### Entidades de población
Entidades de población que forman parte de la parroquia:
- O Carballo
- Pacios (Pacios de San Xurxo)
- Senreiro

### Despoblado
Despoblado que forma parte de la parroquia:
- O Barreal

## Demografía
| Gráfica de evolución demográfica de Sanjurjo entre 2000 y 2023 |
|                                                                |
| Datos según el nomenclátor publicado por el INE.               |